# Romantische Medizin
Romantische Medizin (auch Medizin der Romantik) bezeichnet eine vor allem in Deutschland um 1800 populäre Richtung der Medizin. Sie nimmt Bezug auf die romantische Naturphilosophie von Friedrich Wilhelm Joseph von Schelling, die eine Einheit von Natur und Geist sah. Bedeutende Anhänger waren zumindest zeitweise Andreas Röschlaub, Johann Christian Reil, Dietrich Georg von Kieser, Philipp Franz von Walther, Johann Lukas Schönlein, Carl Gustav Carus sowie der junge Johannes Peter Müller, der ab 1833 als Professor für Physiologie in Berlin die Wende zu einer mehr naturwissenschaftlich orientierten Medizin vollzog. In der Psychiatrie verbanden sich damit sanftere Methoden und neue Lebens- statt nur Anstaltsformen (vgl. Heinrich Philipp August Damerow und Heinrich Laehr). Dabei kommt es zu einer stärkeren universitären Ausrichtung oder Begleitung der ärztlichen Praxis (Universitätspsychiatrie).
Die romantische Medizin wird im historischen Rückblick häufig als eine spekulative (etwa die ursprünglich naturwissenschaftlichen, später vor allem in Deutschland nicht mehr zwischen Physik und Metaphysik unterscheidenden Theorien des Mesmerismus bzw. animalischen Magnetismus aufnehmende) Sackgasse des wissenschaftlichen Fortschritts in der Medizin gesehen, andererseits aber auch als Wegbereiterin neuer und freierer Formen der Gesundheitsfürsorge und Erziehung.